# Pazifische Sumpfschildkröte
Die Pazifische Sumpfschildkröte (Actinemys marmorata) ist eine Art der Neuwelt-Sumpfschildkröten. Sie zählt mit einer Carapaxlänge von bis zu 20 Zentimeter zu den kleinen bis mittelgroßen Schildkröten. Ihre Verbreitung ist auf die Westküste der USA und Mexikos beschränkt und reicht vom Westen des US-Bundesstaates Washington bis in den Norden von Baja California. Seit Mai 2002 gilt die Pazifische Schildkröte in Kanada als offiziell ausgestorben. Seit 2007 fehlen sie auch im Puget Sound.

## Beschreibung
Die Grundfarbe des Rückenpanzers der Pazifischen Sumpfschildkröte ist ein dunkles Oliv oder Dunkelbraun bis fast Schwarz, zusätzlich weist er ein Netzwerk aus braunen Flecken und Linien auf. Der Panzer ist bei ausgewachsenen Tieren 11 bis 21 Zentimeter lang. Nur die Männchen haben eine helle, fast gelbliche Kehle.

## Verbreitung
Das Verbreitungsgebiet der Pazifischen Sumpfschildkröte ist mittlerweile disjunkt. Im Süden des US-Bundesstaates Washington gibt es nur noch einige wenige nicht zusammenhängende Populationen. Die Pazifische Sumpfschildkröte lebt in schlammigen, vegetationsreichen Seen und Teichen, in Brackwasser sowie in schnell fließenden Bächen und Flüssen bis 2000 Meter über NN. Im Wesentlichen verlassen lediglich die Weibchen das Wasser, um ihre Eier abzulegen. 

## Lebensweise
Die Paarungszeit fällt in die Zeit von Mai bis August. Das Gelege besteht aus einem bis dreizehn Eiern. Die Dauer bis zum Schlupf der Jungschildkröten ist temperaturabhängig, in der Regel schlüpfen sie jedoch nach einer Zeit von 70 bis 80 Tagen.

## Nachweise